# 박윤주 (외교관)
박윤주(1970년~)는 외교부 제1차관을 맡고 있는 대한민국의 외교관이다.

## 어린 시절과 교육
전라남도 보성군에서 태어났으며, 서울대학교 외교학과에서 학사 학위를 취득하고 조지 워싱턴 대학교에서 국제무역투자과정 석사 학위를 받았다.

## 경력
1995년으로, 제29회 외무고시에 합격한 이후 외무부에서 근무를 시작하였다. 2004년 8월부터는 주미국 대한민국 대사관 1등 서기관으로 활동하였다. 2011년 12월부터는 외교통상부 북미2과 과장으로 근무하였다. 2013년 7월부터는 주보스턴 대한민국 총영사관 부총영사를 역임했으며, , 2016년 6월부터는 주호주 대한민국 대사관 참사관으로 근무하였다. 2018년 11월부터 외교부 북미국 심의관으로 재임했으며, 2019년 10월부터 인사기획관으로 재직했다. 2021년 5월부터는 주애틀랜타 대한민국 총영사관 총영사를 맡았으며, 2023년 8월부터 주아세안 대표부 공사를 맡았다. 2025년 6월부터 외교부 제1차관으로 재직 중이다.